# Eugenio Py
Eugenio Py (o Eugène Py, en occità: Eugèni Py; Carcassona, Llenguadoc-Rosselló, 19 de maig de 1859 - San Martín, Partit de San Martín, Gran Buenos Aires, Argentina; 26 d'agost de 1924) va ser un fotògraf i cineasta d'origen francès naturalitzat argentí, resident en Buenos Aires.

## El seu treball a Buenos Aires
Va començar a treballar en 'Casa Lepage', un negoci de venda d'articles importats per a fotografia del belga Henri Lepage que es trobava al carrer Bolívar N° 375, gairebé cantonada Belgrano, de la ciutat de Buenos Aires, en un edifici que encara es conserva i en el qual existeix una placa recordatòria. Al costat de Lepage i a l'austríac Max Glucksmann, qui també treballava allí, van assistir a la funció organitzada per l'empresari Francisco Pastor i el periodista espanyol Eustaquio Pellicer al juliol de 1896 al Teatro Odèon, on es veuen per primera vegada a l'Argentina les breus escenes filmades pels camerògrafs dels germans Lumière.

## Primera filmació
Lepage es contacta immediatament amb els germans Lumière per a la compra dels seus aparells, però al no arribar a un acord decideix importar un "Cronofotògraf Elgé" de Gaumont-Demeny de 1897 i un "Cinematògraf Pathé", distribuït per la Companyia General de Fonògrafs, Cinematògrafs i Aparells de Precisió, de Pathé Freres (París). En 1897 Eugenio Py, que tenia prou experiència com a fotògraf, utilitza els primers metres de pel·lícula verge que ingressen al país per a filmar amb la màquina Gaumont els 17 metres de La bandera argentina. Això fa necessari que la casa Lepage instal·li el primer laboratori complet per a processar el material. Es tractaria de la primera pel·lícula filmada a l'Argentina, encara que altres versions indiquen que l'alemany Federico Figner hauria fet una filmació anterior amb vista de Buenos Aires.

## Altres pel·lícules
Py va continuar durant diversos anys produint films per a la seva exhibició per la Casa Lepage, material que
Glücksmann distribuïa a l'Argentina i l'Uruguai. Entre aquests films es troba el referit a la visita a Buenos Aires del president del Brasil Manuel Ferraz de Campos Sales, el 25 d'octubre de 1900, de definit criteri documental, i que registra l'abraçada entre el mandatari brasiler i el president argentí Julio Argentino Roca en presència de l'expresident Bartolomé Mitre. Amb l'aparició dels primers noticiaris al país es registren molts esdeveniments, sent un d'ells la visita d'un altre brasiler il·lustre, el pioner aeronàutic Alberto Santos Dumont. En aquesta cinta es va incloure el que segurament va ser el primer gag del cinema argentí quan va captar com un home es va parar entre Py i Santos Dumont interrompent la filmació fins que va rebre una escopinyada en la cara i la filmació va finalitzar. Altres pel·lícules van ser La revista de la Escuadra Argentina (maig de 1901); Visita del general Mitre al Museo Histórico (15 de novembre de 1901) i altres curtmetratges com En la Plaza de Mayo, amb l'arribada d'un "Tranway elèctric" i Fiesta en el Talar de Pacheco, amb rodeo i doma.
En 1900 es va inaugurar la primera sala cinematogràfica de Buenos Aires, el Saló Nacional, situat al carrer Maipú 471/479, amb capacitat per a dos-cents cinquanta espectadors per a veure les projeccions que fins a aquest moment s'efectuaven en teatres, circs, cafès o restaurants.
En 1902, davant el conflicte de límits entre l'Argentina i Xile que amenaçava derivar en una guerra, Max Glücksmann va decidir que Eugenio Py juntament amb un periodista espanyol, Enrique Casellas, viatgessin al país trasandino per a reflectir els successos que es donaven allí, especialment l'allistament de l'exèrcit xilè sota les directives d'una missió militar alemanya comandada pel general Emilio Korner i la intervenció de Sir Thomas Holdich, comissionat pel rei Eduard VII del Regne Unit per mediar al conflicte.

## Expansió del cinema
En 1908 Lepage ven la signatura a Max Glücksman, qui obre més sales per a l'exhibició cinematogràfica tant a Buenos Aires com a l'interior del país i a Montevideo.
Py, que des de 1907 realitzava les primeres experiències de pel·lícules sonoritzades a partir de la sincronització fonogràfica, va començar a produir pel·lícules de ficció juntament amb Max Glücksman, com ara Amalia(1912), adaptació de l'obra de José Mármol i Mariano Moreno y la Revolución de Mayo(1915), amb llibret de García Velloso i participació d'actors professionals.
Eugenio Py va morir el 26 d'agost de 1924 a la localitat de San Martín, Partit de San Martín, Província de Buenos Aires, l'Argentina.

### Treballs com a director
- Los escruchantes (1911)
- Justicia criolla (1910)
- La trilla (1910)
- La beata (1909)
- Cochero de tranvía (1909)
- Los carreros (1908)
- Dejá é jugar, ché, ché (1907)
- Mister Wiskey (1907)
- Los tocayos (1907)
- Gabino, el Mayora (1906)
- El pechador (1906)
- El soldado de la independencia (1906)
- Ensalada criolla (1905)
- Abajo la careta (1904)
- Los políticos (1904)
- Pica, pica compadrito (1903)
- Bohemia criolla (1901)
- El carlotero (1901)
- La revista de la Escuadra Argentina en mayo de 1901 (1901)
- Tango argentino (1900)
- Viaje del Doctor Campos Salles a Buenos Aires (1900)
- Operación de quiste hidatídico de pulmón (1899), amb Alejandro Posadas
- La bandera argentina (curtmetratge - 1897)